# Céou
Der Céou ist ein Fluss in den südfranzösischen Regionen Okzitanien und Nouvelle-Aquitaine. Auf seinem Weg durchquert er die Départements Lot und Dordogne.

## Verlauf
Der Céou entspringt im Regionalen Naturpark Causses du Quercy, an der südlichen Gemeindegrenze von Séniergues; er entwässert anfangs in südwestlicher Richtung, dreht dann aber auf Nordwest und mündet nach rund 55 Kilometern bei Castelnaud-la-Chapelle als linker Nebenfluss in die Dordogne.

## Orte am Fluss
- Frayssinet
- Saint-Germain-du-Bel-Air
- Concorès
- Bouzic
- Daglan
- Saint-Cybranet
- Castelnaud-la-Chapelle